# Траутон, Сэм
Сэм Траутон (англ. Sam Troughton) (род. 21 марта 1977 г.) — английский актёр театра и кино. Его отец — актёр Дэвид Траутон, а дед — Патрик Траутон, известный своей ролью Доктора в сериале «Доктор Кто». Траутон снимался в ряде английских телесериалов («Война Фойла», «Ведьма», «Городок», «Робин Гуд», «Чернобыль»), а также в кино («Сильвия», «Чужой против Хищника», "Заговор против короны, «Ловушка для призраков»).

## Биография
Сэм Траутон родился 21 марта 1977 года в актёрской семье (один из его братьев Уильям тоже актёр). Он изучал актёрское искусство в Университете Халла, который окончил в 1998 году.

### Роли в кино
Его первой ролью было появление в 2000 году в телевизионном фильме «Лето в пригороде» в роли констебля. С октября 2006 актёр стал сниматься в сериале «Робин Гуд» в роли бывшего слуги Робина Гуда, Мача.

### Роли в театре
Среди его театральных ролей можно отметить появление в образе Орландо в пьесе «Как вам это понравится» (постановка Сэмьюэля Уэста) в театре Крусибл в Шеффилде.
В 2009 году актёр появился в нескольких постановках Королевской шекспировской компании: «Юлий Цезарь» (Брут) и «Зимняя сказка» (третий джентльмен). В 2010 исполнил роли Ромео в «Ромео и Джульетте» и Артура в «Смерти Артура». Также он принимал участие в постановке пьесы "Трамвай «Желание» в Ливерпуле.
В 2013 году актёр вернулся в театр Крусибл и сыграл в пьесе «Король Лир» в Королевском национальном театре в 2014.

## Фильмография
| Год  | Фильм                                                                    |  | Роль                     | Примечания                                               |
| ---- | ------------------------------------------------------------------------ |  | ------------------------ | -------------------------------------------------------- |
| 2000 | Лето в пригороде (Summer in the Suburbs)                                 |  | констебль                | ТВ-фильм                                                 |
| 2002 | Элита спецназа (Ultimate Force)                                          |  | Стюарт                   | Сериал (1 серия: «The Killing House»)                    |
| 2002 | Война Фойла                                                              |  | второй полицейский       | Сериал (1 серия: «The German Woman»)                     |
| 2003 | Семь чудес индустриального мира ('Seven Wonders of the Industrial World) |  | Х. Пирси Больнуа         | Сериал (1 серия: «The Sewer King»)                       |
| 2003 | Сильвия ('Sylvia)                                                        |  | Том Хэдли-Кларк          | Фильм                                                    |
| 2003 | Судья Джон Дид (Judge John Deed)                                         |  | Дуг Велкин               | Сериал (1 серия: «Conspiracy»)                           |
| 2004 | Заговор против короны                                                    |  | Томас Уинтер             | ТВ-Фильм                                                 |
| 2004 | Чужой против Хищника                                                     |  | Томас Паркс              | Фильм                                                    |
| 2004 | Мессия (Messiah: The Promise)                                            |  | Томас Стоун              | ТВ-фильм                                                 |
| 2004 | Вера Дрейк                                                               |  | Дэйвид                   | Фильм                                                    |
| 2005 | Ловушка для призраков                                                    |  | Ник                      |                                                          |
| 2005 | Ведьма (Hex)                                                             |  | Джез Хериот/Ремиэль      | Сериал (6 серий)                                         |
| 2006 | Робин Гуд                                                                |  | Муч                      | Сериал (38 серий: 2006—2009)                             |
| 2012 | Городок                                                                  |  | Джефф                    | Сериал (3 серии)                                         |
| 2016 | Пустая корона                                                            |  | Георг, герцог Кларенский | Сериал (2 серии — «Henry VI part II», and «Richard III») |
| 2017 | Ритуал                                                                   |  | Дом                      | Фильм                                                    |
| 2018 | Петерлоо                                                                 |  | мистер Хобхаус           | Фильм                                                    |
| 2019 | Чернобыль (мини-сериал)                                                  |  | Александр Акимов         |                                                          |